# Bagshot
Bagshot är en ort i Storbritannien.   Den ligger i grevskapet Surrey och riksdelen England, i den södra delen av landet, 40 km väster om huvudstaden London. Bagshot ligger 57 meter över havet och antalet invånare är 5 364.
Terrängen runt Bagshot är platt. Runt Bagshot är det tätbefolkat, med 849 invånare per kvadratkilometer. Närmaste större samhälle är Slough, 17,7 km norr om Bagshot. I omgivningarna runt Bagshot växer i huvudsak blandskog.